# Österreichisch-Ungarische Besetzung Montenegros 1916–1918

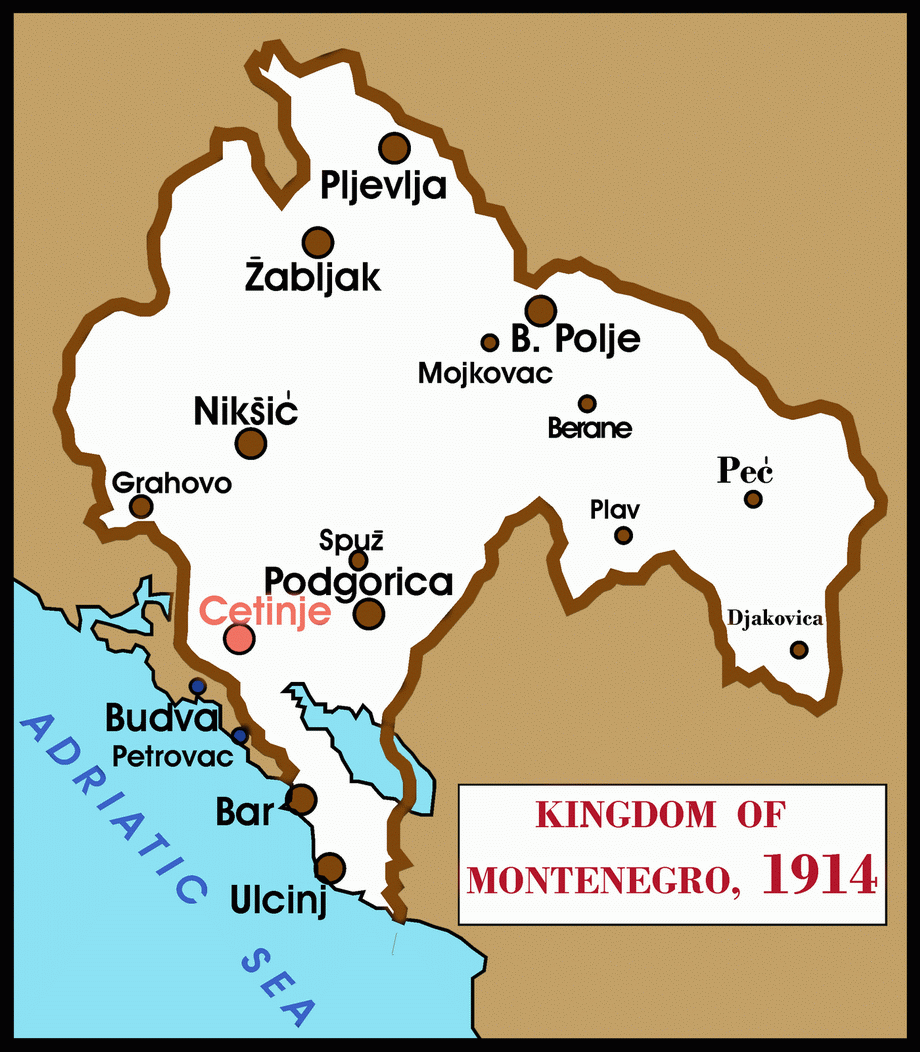
Königreich Montenegro 1914

Die Österreichisch-Ungarische Besetzung Montenegros 1916–1918 während des Ersten Weltkriegs (offiziell Militär-General-Gouvernement Montenegro) dauerte von 1916 bis 1918.

## Geschichte

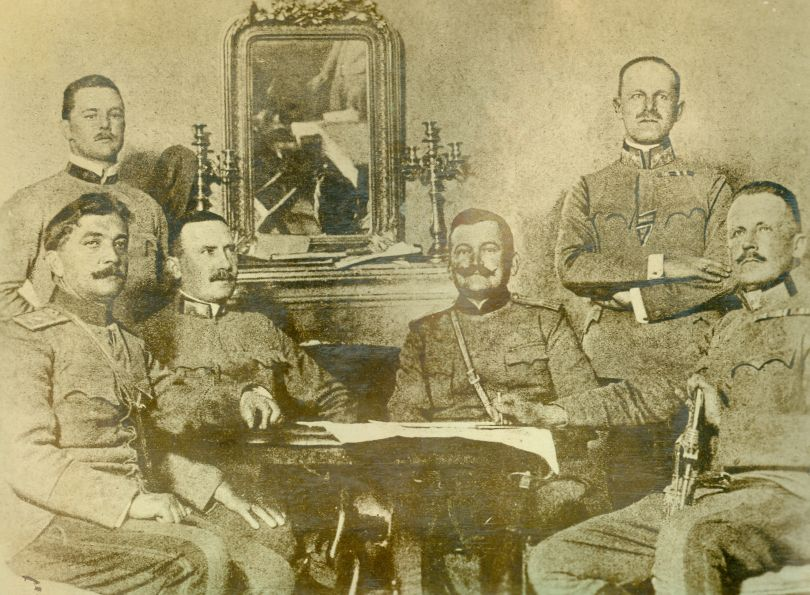
Unterzeichnung der Kapitulation Montenegros vom 23. Jänner, am 25. Jänner 1916

Am 9. August 1914 trat das Königreich Montenegro auf der Seite der Entente in den Ersten Weltkrieg ein. Das Land kämpfte zusammen mit dem Königreich Serbien gegen Österreich-Ungarn. Nach dem Kriegseintritt Bulgariens am 15. Oktober 1915 und der vollständigen Besetzung Serbiens durch die Mittelmächte im Dezember 1915, begann Österreich-Ungarn am 6. Jänner 1916 den Feldzug in Montenegro, gegen die ins Land zurückgewichenen Teile des serbischen Heeres. Am 16. Jänner war ganz Montenegro besetzt und kapitulierte am 23. Jänner. König Nikola I. und seine Regierung flohen ins Exil über Italien nach Frankreich.
Die österreichisch-ungarische Besatzungsmacht errichtete ein Generalgouvernement, nach dem Vorbild im ebenfalls besetzen Serbien. Die Besetzung dauerte bis zum Ende des Ersten Weltkriegs im November 1918. Danach wurde das Land Teil des späteren Königreichs Jugoslawien.
Zu österreichischen Plänen, Montenegro als verkleinerten Satellitenstaat etwa in den Grenzen von 1878 bestehen zu lassen, meinte der deutsche Staatssekretär des Äußeren Jagow, man wolle Montenegro derart verstümmeln, „dass nur ein unfruchtbarer Steinhaufen, nicht lebensfähig“, übrig bliebe.
Generalstabschef Conrad verlangte die völlige Annexion, oder Montenegro sollte „seine effektive Selbständigkeit verlieren“ und „nur eine nominelle Scheinsouveränität“ behalten. Die montenegrinische Westgrenze sollte so weit verschoben werden (Linie Nordwestspitze Skutarisee-Podbozur-Goransko), dass sogar die Hauptstadt Cetinje nicht mehr auf dem Gebiet des geschrumpften Restmontenegros gelegen wäre. Diese einer Annexion gleichkommende Forderung wurde von Außenminister Burián und Kaiser Franz Joseph I. aber zurückgewiesen, um den möglichen Frieden mit anderen Staaten nicht zu erschweren.
Der Historiker Gerhard Ritter sah in den misslungenen Sonderfriedensversuchen mit Serbien und Montenegro einen „geplanten Gewaltfrieden“, der zeigt, dass es „erst recht in Österreich“ die Bereitschaft gab, „militärische Siege rücksichtslos zur Machterweiterung auszunützen, ohne viel nach der 'Meinung der Welt' und der Verlängerung des Krieges zu fragen“.

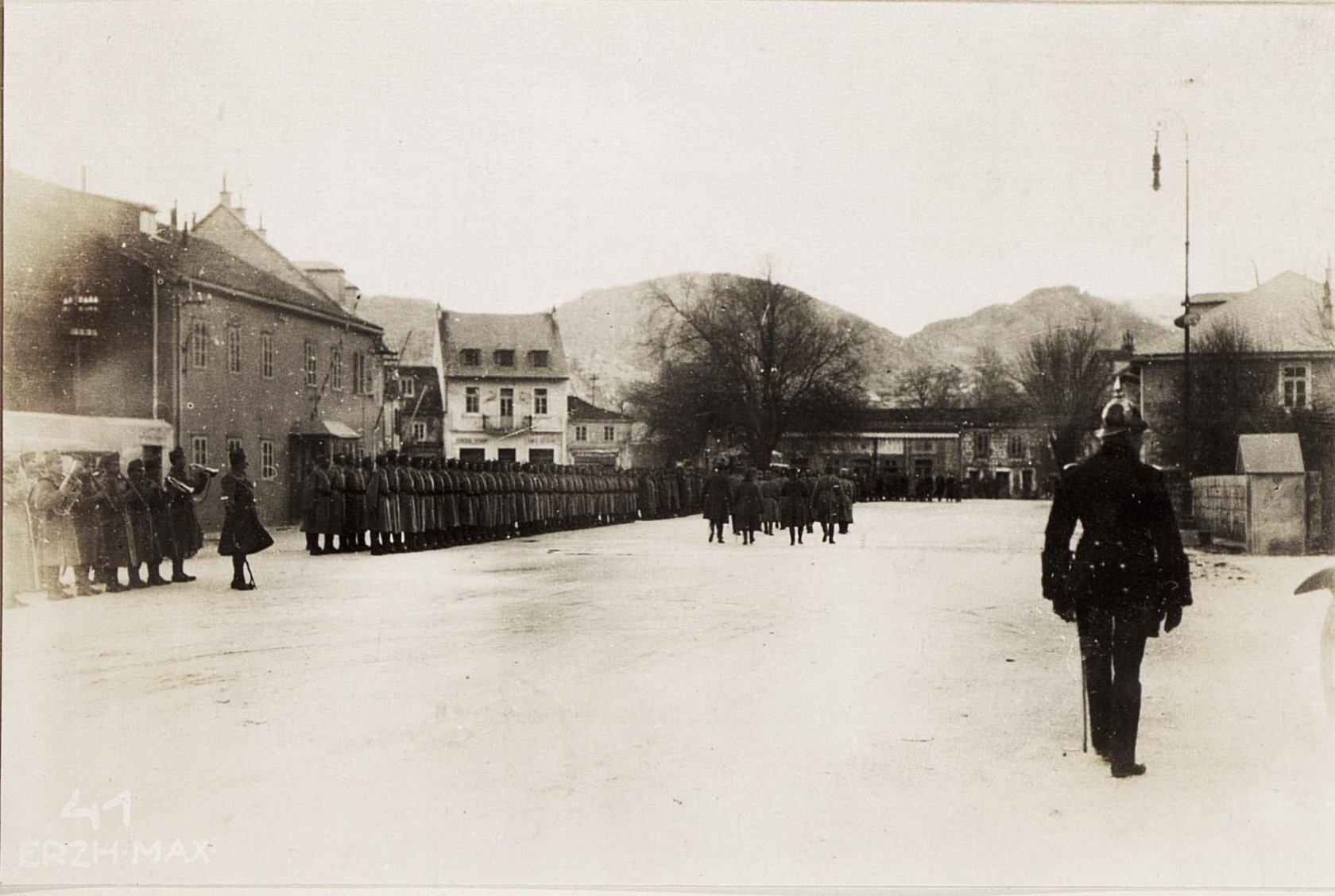
Parade der Österreicher in Cetinje

Für die Beherrschung des gebirgigen, unwegsamen Landes benötigte die k.u.k. Militärverwaltung mit über 40.000 Mann, mehr als doppelt so viel Besatzungstruppen wie für Serbien. Zudem gab es ab Anfang 1918 eine Guerilla-Bewegung. Wirtschaftlich war das General-Gouvernement für die Besatzungsmacht kein Gewinn, das Land konnte sich kaum selbst ernähren.
Montenegro verlor im Weltkrieg 20.000 Soldaten, das waren 40 % aller Mobilisierten und 10 % der Gesamtbevölkerung. Andere Angaben sprechen sogar von 39.000 und 16 % Gesamtverlusten, womit Montenegro der am schwersten betroffene Kriegsteilnehmer war.

### Generalgouverneure
- Viktor Weber Edler von Webenau (26. Februar 1916–10. Juli 1917)
- Heinrich Clam-Martinic (10. Juli 1917–3. November 1918)